# Тобиас, Наталья Викторовна
Наталья Викторовна Тобиас (укр. Наталія Вікторівна Тобіас, в девичестве — Сидоренко; 22 ноября 1980, Серов, Свердловская область, СССР) — украинская легкоатлетка. Бронзовый призёр XXIX Олимпийских игр в Пекине на дистанции 1 500 метров. Заслуженный мастер спорта Украины.
Занимается спортом с 1991 года. Наталья Тобиас тренируется в спортивном клубе «Динамо» в Донецке под руководством Константина Степанцова. Завоевала на пекинской Олимпиаде бронзовую медаль в беге на 1500 метров. Многократная чемпионка Украины по бегу на 1500 м, рекордсменка Украины по бегу на 3000 м с препятствиями.
Окончила Донецкий государственный университет управления. В 2008 году была награждена орденом княгини Ольги III степени.

## Соревнования
| год  | соревнование                    | место проведения          | место | дистанция |
| ---- | ------------------------------- | ------------------------- | ----- | --------- |
| 2001 | Летняя Универсиада 2001         | Пекин, Китай              | 5-е   | 1500 м    |
| 2003 | Летняя Универсиада 2003         | Тэгу, Южная Корея         | 1-е   | 1500 м    |
| 2004 | Чемпионат мира в помещении      | Будапешт, Венгрия         | 5-е   | 1500 м    |
| 2004 | 2004 IAAF World Athletics Final | Монте-Карло, Монако       | 9-е   | 3000 м    |
| 2006 | Чемпионат Европы                | Гётеборг, Швеция          | 7-е   | 1500 м    |
| 2007 | Чемпионат Европы в помещении    | Бирмингем, Великобритания | 6-е   | 1500 м    |
| 2007 | Чемпионат мира                  | Осака, Япония             | 9-е   | 1500 м    |
| 2008 | Летние Олимпийские игры         | Пекин, Китай              | 3-е   | 1500 м    |
| 2011 | Чемпионат мира                  | Тэгу, Южная Корея         | 9-е   | 1500 м    |